# Sahelanthropus tchadensis
Sahelanthropus tchadensis is een uitgestorven mensaap die tijdens het Mioceen, ongeveer zeven miljoen jaar geleden, leefde in het gebied van het huidige Tsjaad.
Oorspronkelijk werd Sahelanthropus gezien als het oudste bekende lid van de menselijke tak. Later werden ook andere mogelijkheden onderkend: dat Sahelanthropus vóór de splitsing tussen mensen en chimpansees leefde, dat hij een vroege chimpansee vertegenwoordigt of zelfs een vroege gorilla.
Er zijn delen van de schedel, vijf kaakfragmenten en wat tanden gevonden. De schedelinhoud was tamelijk klein - 340 tot 360 cm³ - in vergelijking met die van moderne mensen (ca. 1350 cm³). Daarnaast is er een dijbeen aangetroffen, waarvan de mogelijke toewijzing een grote controverse opleverde.

## Vondst en naamgeving
In 2001 voerden onderzoekers uit Frankrijk en Tsjaad een gezamenlijk expeditie uit, onder leiding van Michel Brunet, om fossielen te zoeken in de Gjoerabwoestijn, de Mission Paléoanthropologique Franco-Tchadienne. Bij Toros-Menalla werden door Alain Beauvilain, Adoum Mahamat, Djimdoumalbaye Ahounta en Gongdibé Fanoné negen exemplaren van hominiden gevonden. Die werden op drie vindplaatsen opgegraven tussen juli 2001 en maart 2002: TM 247, TM 266 en TM 292. Vindplaats TM 266 was het meest productief en leverde onder andere een schedel en een dijbeen op. De schedel werd in de ochtend van 19 juli 2001 door Djimdoumalbaye Ahounta gevonden. Dit cranium werd binnen het jaar geprepareerd door de Universiteit van Poitiers.

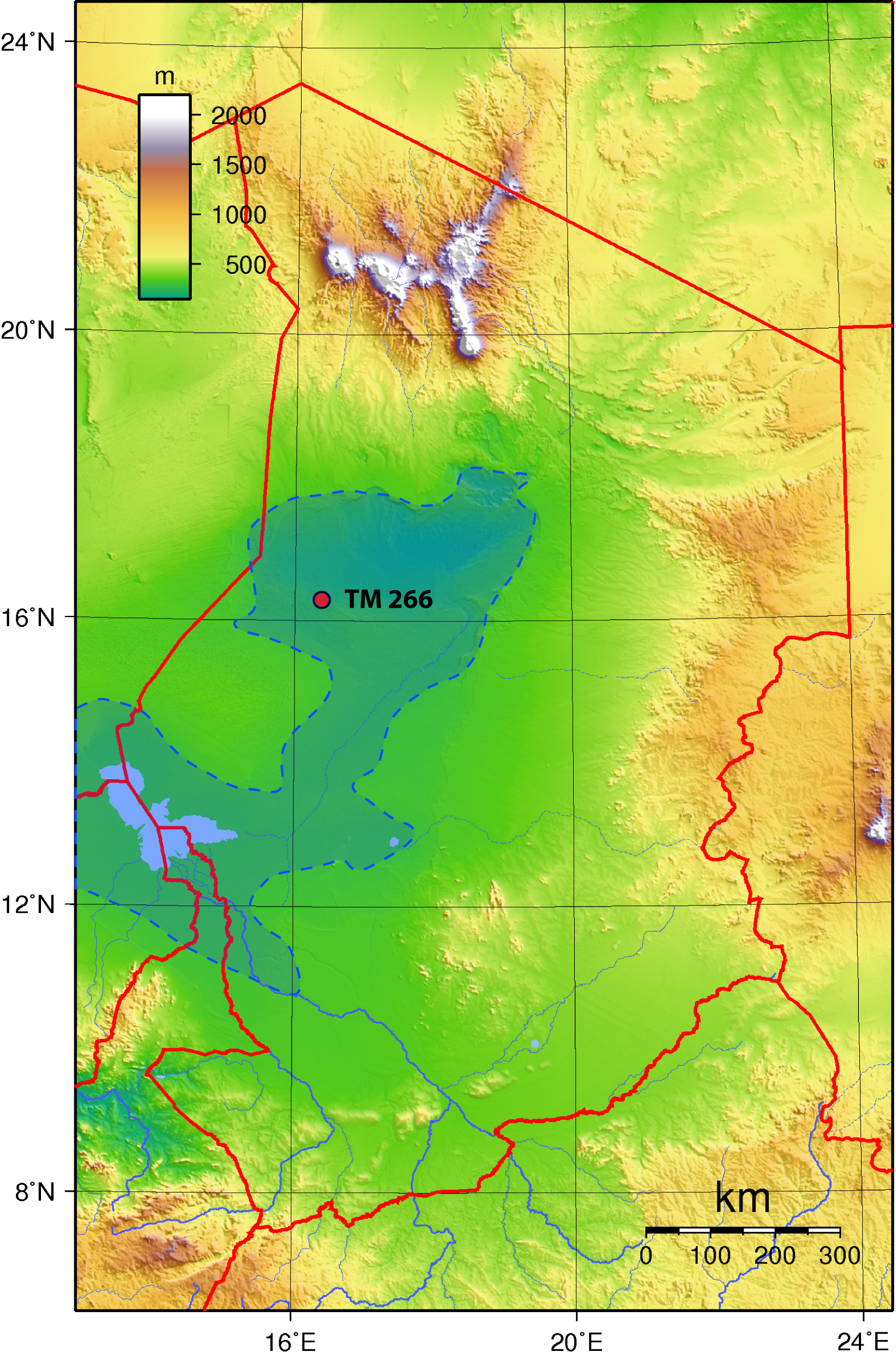
Locatie van de vindplaats

Op 11 juli 2002 werd de typesoort Sahelanthropus tchadensis benoemd en beschreven door Brunet en maar liefst zesendertig andere auteurs. De geslachtsnaam verbindt de Sahel met het Oudgrieks anthropos, 'mens'. De soortaanduiding verwijst naar de herkomst uit Tsjaad.
Het holotype TM 266-01-060-1 is opgegraven in, of althans ontdekt op, een laag zandsteen, een meerafzetting van vermoedelijk zeven tot zes miljoen jaar oud. Het bestaat uit de schedel. Het holotype kreeg de bijnaam Toumaï, wat 'hoop op leven' betekent in de plaatselijk taal, het Goran en een naam is die aan baby's gegeven wordt die net voor het droge seizoen geboren worden.
De paratypen zijn TM 266-01-060-2: een stuk onderkaak; TM 266-01-447: een rechterkies; TM 266-01-448: een rechtersnijtand; TM 266-02-154-1: een rechteronderkaak; en TM 266-02-154-2: een rechterhoektand. Er werden geen delen van het postcraniaal skelet toegewezen, ook niet het dijbeen.
In 2005 werd nieuw materiaal toegewezen van de TM 247, TM 266 en TM 292 vindplaatsen. Het omvat tanden en onderkaken. Een tweede studie dat jaar publiceerde de resultaten van een computertomografie van de schedel.
Het dijbeen, specimen TM 266-01-063, werd in juli 2001 gevonden samen met de andere vondsten van TM 266. Het werd pas in 2004 door de studente Aude Bergeret herkend als een bot van een primaat. Het had volgens een eerste studie door hoofd faculteit aardwetenschappen Roberto Macchiarelli een vorm die problematisch was voor de status van Sahelanthropus als tweevoeter. Kort na het trekken van deze conclusie verloor Bergeret haar aanstelling als promovenda aan de Universiteit van Poitiers. Het dijbeen was voor Bergeret en Macchiarelli niet meer toegankelijk. Het werd, wellicht omdat het als bewijs gezien kon worden dat Sahelanthropus niet op de menselijke tak lag, door Brunet genegeerd. In 2020 zetten Bergeret en Macchiarelli de ongebruikelijke stap het zonder samenwerking met de hoofdonderzoekers toch te beschrijven, nadat hun in 2018 geweigerd was een voordracht aan het congres van de Société d'Anthropologie de Paris te houden. Wat een oordeel over het dijbeen bemoeilijkt, is de grote schade aan beide uiteinden, wellicht doordat een hyena het afgeknaagd heeft.

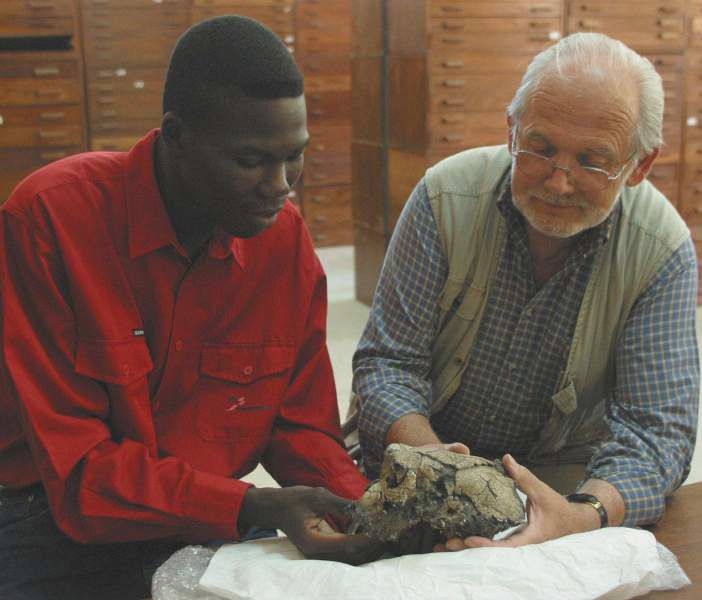
Michel Brunet (rechts) met een assistent.

Beauvilain zelf heeft in 2009 verdere problemen met de vondsten aangegeven. Zo wees hij erop dat die niet echt uitgegraven zijn maar op het oppervlak werden gevonden, nadat dit door winderosie tussen duinenrijen was uitgesleten. Dat maakt het lastig de fossielen te dateren. Vreemd is dat verschillende skeletdelen precies in de richting van Mekka georiënteerd waren zoals in de regio gebruikelijk is voor stoffelijke overschotten. Hij vermoedde dat ze door lokale inwoners zo neergelegd waren omdat ze aangezien waren voor de resten van een moderne mens.

## Beschrijving
De beschrijving uit 2002 wist geen autapomorfieën te melden, volstrekt unieke eigenschappen. Sahelanthropus toont een mengeling van basale kenmerken die ook bij gorilla's en chimpansees voorkomen, en afgeleide kenmerken die typerender zijn voor de mensentak.

De schedel onder verschillende hoeken bezien

Het schedeldak is erg basaal. Het is zeer langgerekt, extreem smal over de wandbeenderen gemeten, met een lage hersenpan die een inhoud heeft van tussen de 320 cm³ en de 380 cm³, niet meer dan bij gorilla's en chimpansees van ongeveer dezelfde lichaamsomvang. Achteraan is een hoge richel die duidt op dikke nekspieren. Het achterhoofd heeft het profiel van een afgeknotte driehoek, een basaal kenmerk. Vooraan wordt het begrensd door een zeer dikke wenkbrauwwal die een teken zou kunnen zijn dat het om een man gaat. Deze richel boven de ogen is zelfs in absolute zin dikker dan bij een moderne gorilla. Achter deze torus bevindt zich geen trog. Die wal is doorlopend en overkapt een gezicht dat veel menselijker is. Het is hoog en slechts weinig prognaat: de bovenkaak steekt maar beperkt uit. De hoektanden zijn relatief klein en tonen geen tekenen van een Canine Honing Complex: het scherphouden van de hoektanden door ze te laten afslijten tegen de premolaren. Ze hebben ook geen diasteem, naastliggend hiaat. Dat een man kleine hoektanden zou hebben, zou een aanwijzing zijn dat die al flink gereduceerd waren. Een andere menselijke trek in de tanden is een wat dikker email. De beschrijvers dachten dat het achterhoofdsgat vrij vooraan lag, mede gezien het vrij lange en horizontaal gerichte basicranium wat zou kunnen duiden op een plaatsing van de romp onder het hoofd wat weer een typische aanpassing is aan een rechtopgaande gang.
De mengeling van eigenschappen lijkt op het eerste gezicht precies wat men van een vroege voorloper van de mens zou verwachten. Het probleem is echter dat leden van het geslacht Australopithecus, die geacht worden dichter bij de moderne mens te staan, een omgekeerde schedelbouw hebben: bij dezen is de richel boven de ogen lager maar steekt de bovenkaak sterker uit.
De analyse van de tomografie uit 2005 zou volgens de onderzoekers overtuigend aantonen dat het achterhoofdsgat inderdaad voorwaarts lag, hoewel de zone rond het foramen magnum zwaar beschadigd was.

## Fylogenie
In 2002 werd gesteld dat Sahelanthropus geëvolueerd was na de splitsing tussen de mensentak en de chimpanseetak. Als de datering van zeven miljoen jaar correct is, zou dat betekenen dat de oudste bekende soort na die splitsing ontdekt was, ofwel het oudste lid van de Hominini, wat de vondst een bijzonder belang zou geven. Deze claim werd echter niet zonder meer aanvaard. Om te beginnen was eind jaren tachtig een consensus gegroeid dat de splitsing ongeveer 4,6 miljoen jaar geleden plaatsvond, op basis van calibratie door de mutatiesnelheid in het mitochondriaal DNA. Die moleculaire klok zou dan de foute tijd hebben aangewezen. Daarnaast was er een populaire hypothese dat de vroege evolutie van de mens plaatshad in het oosten van Afrika, in savannegebied, waar verreweg de meeste vondsten gedaan waren. Tsjaad was zeven miljoen jaar geleden dichtbebost en lag 2500 kilometer ten westen van de Grote Slenk. Overigens was al in 1995 uit Tsjaad Australopithecus bahrelghazali beschreven.
Al in 2002 grapten Milford H. Wolpoff, Brigitte Senut, Martin Pickford en John Hawks dat het dier beter 'Sahelpithecus' had kunnen heten omdat het meer weg had van een vroege gorilla. Dat Australopithecus meer prognaat was zou een teken zijn dat het platte gezicht van Sahelanthropus zich apart van de menselijke tak had ontwikkeld. Ze vonden het verre van zeker dat het holotype een man was omdat wenkbrauwwallen zich ook in reactie op zware kauwspieren kunnen vormen. De kleine hoektanden zouden eerder wijzen op een vrouw. Dat het achterhoofdsgat vooraan zou liggen was naar hun mening niet overtuigend aangetoond. De zware nekspieren die kennelijk aan het ver naar achteren uitstekende achterhoofd vastzaten, wezen meer op een dier dat zijn hoofd naar voren liet hangen terwijl het op vier poten liep. Het dikkere email zou in wezen een symplesiomorfie van de mensapen zijn en viel te verwachten bij een dier dat gespecialiseerd was om plantenkost te kauwen.
De beschrijving in 2020 van het dijbeen vergrootte de twijfel over het behoren tot de Hominini. De schacht heeft een kromming die lijkt op die bij een chimpansee en  niet goed past bij een dier dat permanent rechtop loopt. Er werd op gewezen dat de voorwaartse positie van het achterhoofdsgat ook voorkomt bij sommige exemplaren van de bonobo.
| Voorlopers en oude verwanten van de mens | Voorlopers en oude verwanten van de mens | Voorlopers en oude verwanten van de mens |
| Fossiel voorkomen                        | Geslacht                                 | Soorten |
| ---------------------------------------- | ---------------------------------------- | --- |
| 7 - 4,4 Ma                               | Sahelanthropus                           | Sahelanthropus tchadensis |
| 7 - 4,4 Ma                               | Orrorin                                  | Orrorin tugenensis |
| 7 - 4,4 Ma                               | Ardipithecus                             | Ardipithecus ramidus · Ardipithecus kadabba |
| 4,3 - 2 Ma                               | Australopithecus                         | A. anamensis · A. afarensis · A. bahrelghazali · A. africanus · A. garhi · A. sediba |
| 3,5 Ma                                   | Kenyanthropus                            | Kenyanthropus platyops |
| 2,5 - 1 Ma                               | Paranthropus                             | P. aethiopicus · P. boisei · P. robustus |
| tot heden                                | Homo                                     | H. antecessor · H. cepranensis · H. denisova · Homo erectus (Javamens · Pekingmens) · H. ergaster · H. floresiensis · H. gautengensis · H. georgicus · H. habilis · H. heidelbergensis · H. helmei · H. neanderthalensis · H. rhodesiensis · H. rudolfensis · Homo sapiens (H. s. idaltu · Cro-magnonmens · Red Deer Cave-mensen) |